# Borjana Krišto
Borjana Krišto, née le 13 août 1961 à Livno (Yougoslavie), est une femme politique croate de Bosnie-Herzégovine, membre de l'Union démocratique croate de Bosnie-et-Herzégovine (HDZ-BiH).

## Biographie
Borjana Krišto fréquente les écoles primaire et secondaire de sa ville natale de Livno. Elle est diplômée de la faculté de droit de l'université de Banja Luka. En 2001, à Sarajevo, elle réussit l'examen du barreau.
Elle est présidente (en) de la fédération de Bosnie-et-Herzégovine, l'une des deux entités politiques qui composent la Bosnie-Herzégovine, de 2007 à 2011. Elle est la première femme à accéder à cette fonction.
En juin 2011, elle est candidate à la nomination au poste de président du Conseil des ministres de Bosnie-Herzégovine, mais n'est finalement pas retenue.
Elle est membre de la Chambre nationale des peuples de 2011 à 2014 et de la Chambre des représentants de 2014 à 2022.
Candidate au poste de représentante croate à la présidence collégiale de Bosnie-Herzégovine lors des élections du 2 octobre 2022, elle est battue par le sortant Željko Komšić.
Le 22 décembre 2022, elle est nommée par la présidence collégiale au poste de présidente du Conseil des ministres. Le 28 décembre, elle est confirmée à son poste par un vote de la Chambre des représentants par 23 voix contre 15. Elle entre en fonction le 25 janvier 2023.